# 120208 Brentbarbee
120208 Brentbarbee è un asteroide della fascia principale. Scoperto nel 2004, presenta un'orbita caratterizzata da un semiasse maggiore pari a 2,3128473 UA e da un'eccentricità di 0,1492940, inclinata di 4,48013° rispetto all'eclittica.